# ملار (بالا لاريجان)
ملار (بالفارسية: ملار) هي قرية تقع في إيران في قسم بالا لاریجان الريفي. يقدر عدد سكانها بـ 9 نسمة بحسب إحصاء 2016.